# Campeonato Sergipano
Het Campeonato Sergipano is het voetbalkampioenschap van de Braziliaanse staat Sergipe en wordt georganiseerd door de voetbalfederatie Federação Sergipana de Futebol. De hoogste divisie wordt ook wel Série A1 genoemd.
De competitie werd opgericht in 1918. Door de middenmootplaats op de CBF-ranking, mag de staat elk jaar twee deelnemers afleveren voor de Série D. In 2016 steeg de competitie van de negentiende naar de zeventiende plaats. De bond bepaald welke clubs deelnemen aan de Série D, normaal gesproken de best presterende clubs die niet al in een hogere reeks actief zijn. Het format wijzigt zoals in de meeste staatscompetities vrijwel elk jaar.

## Nationaal niveau
Bij de invoering van de eerste nationale competitie, de Taça Brasil in 1959 mocht de staat nog geen vertegenwoordiger sturen, maar vanaf 1960 tot 1968 stuurde de staat elk jaar de kampioen, Confiança en Sergipe gingen elk drie keer, Santa Cruz twee keer en América één keer. Geen van de clubs kon een rol van betekenis spelen.. Bij het rivaliserende kampioenschap, Torneio Roberto Gomes Pedrosa (1967-1970), waaraan meerdere clubs uit de sterkere competities mochten deelnemen was er geen plaats voor de clubs uit Sergipe. Bij de start van de Série A was de staat er ook niet bij, van 1972 tot 1986 had de club elk jaar enkele rechtstreekse deelnemers. Sergipe speelde negen seizoenen in de Série A, Confiança en Itabaiana elk vijf. Nadat de staat geen rechtstreekse deelnemer meer kreeg slaagde geen enkele club er nog in om in de Série A te spelen.
Buiten Sergipe en Confiança speelden enkel Lagarto en Itabaiana in de Série B. Nadat de staat begin jaren negentig ook geen rechtstreekse deelnemer meer had kon Sergipe twee keer promoveren, de club speelde van 1994 tot 1997 en in 2001 in de Série B. Confiança speelde van 2020 tot 2021 in de Série B. 
Met zestien seizoenen is Confiança koploper in de Série C voor de staat en samen met Caxias zelfs algemeen koploper. Itabaiana en Sergipe speelden elk tien seizoenen in de Série C. Na de invoering van de Série D in 2009, werd het opzet van de Série C nu dat van de Série D waardoor de staat elk jaar één deelnemer mag afleveren. Buiten Confiança slaagde geen andere club erin om naar de Série C te promoveren. In 2016 miste Itabaiana net de promotie.

## Overzicht
- 1918 Cotingüiba
- 1919 #
- 1920 Cotingüiba
- 1921 Industrial
- 1922 Sergipe
- 1923 Cotingüiba
- 1924 Sergipe
- 1925 #
- 1926 #
- 1927 Sergipe
- 1928 Sergipe
- 1929 Sergipe
- 1930 #
- 1931 #
- 1932 Sergipe
- 1933 Sergipe
- 1934 Palestra
- 1935 Palestra
- 1936 Cotingüiba
- 1937 Sergipe
- 1938 #
- 1939 Ipiranga
- 1940 Sergipe
- 1941 Riachuelo
- 1942 Cotingüiba
- 1943 Sergipe
- 1944 Vasco
- 1945 Ipiranga
- 1946 Olímpico F.
- 1947 Olímpico F.
- 1948 Vasco
- 1949 Palestra
- 1950 Passagem
- 1951 Confiança
- 1952 Cotingüiba
- 1953 Vasco
- 1954 Confiança
- 1955 Sergipe
- 1956 Santa Cruz
- 1957 Santa Cruz
- 1958 Santa Cruz
- 1959 Santa Cruz
- 1960 Santa Cruz
- 1961 Sergipe
- 1962 Confiança
- 1963 Confiança
- 1964 Sergipe
- 1965 Confiança
- 1966 América
- 1967 Sergipe
- 1968 Confiança
- 1969 Itabaiana
- 1970 Sergipe
- 1971 Sergipe
- 1972 Sergipe
- 1973 Itabaiana
- 1974 Sergipe
- 1975 Sergipe
- 1976 Confiança
- 1977 Confiança
- 1978 Itabaiana
- 1979 Itabaiana
- 1980 Itabaiana
- 1981 Itabaiana
- 1982 Sergipe/Itabaiana
- 1983 Confiança
- 1984 Sergipe
- 1985 Sergipe
- 1986 Confiança
- 1987 Vasco
- 1988 Confiança
- 1989 Sergipe
- 1990 Confiança
- 1991 Sergipe
- 1992 Sergipe
- 1993 Sergipe
- 1994 Sergipe
- 1995 Sergipe
- 1996 Sergipe
- 1997 Itabaiana
- 1998 Lagartense
- 1999 Sergipe
- 2000 Sergipe
- 2001 Confiança
- 2002 Confiança
- 2003 Sergipe
- 2004 Confiança
- 2005 Itabaiana
- 2006 Pirambu
- 2007 América
- 2008 Confiança
- 2009 Confiança
- 2010 River Plate
- 2011 River Plate
- 2012 Itabaiana
- 2013 Sergipe
- 2014 Confiança
- 2015 Confiança
- 2016 Sergipe
- 2017 Confiança
- 2018 Sergipe
- 2019 Frei Paulistano
- 2020 Confiança
- 2021 Sergipe
- 2022 Sergipe
- 2023 Itabaiana
- 2024 Confiança
- 2025 Confiança

## Titels per club
| Club             | Stad       | Titels | Seizoenen |
| ---------------- | ---------- | ------ | --- |
| Sergipe          | Aracaju    | 37     | (1922, 1924, 1927, 1928, 1929, 1932, 1933, 1937, 1940, 1943, 1955, 1961, 1964, 1967, 1970, 1971, 1972, 1974, 1975, 1982, 1984, 1985, 1989, 1991, 1992, 1993, 1994, 1995, 1996, 1999, 2000, 2003, 2013, 2016, 2018, 2021, 2022) |
| Confiança        | Aracaju    | 24     | (1951, 1954, 1962, 1963, 1965, 1968, 1976, 1977, 1983, 1986, 1988, 1990, 2000, 2001, 2002, 2004, 2008, 2009, 2014, 2015, 2017, 2020, 2024, 2025)                                                                               |
| Itabaiana        | Itabaiana  | 11     | (1969, 1973, 1978, 1979, 1980, 1981, 19825 , 1997, 2005, 2012, 2023) |
| Cotinguiba       | Aracaju    | 6      | (1918, 1920, 1923, 1936, 1942, 1952) |
| Santa Cruz       | Estância   | 5      | (1956, 1957, 1958, 1959, 1960) |
| Vasco            | Aracaju    | 4      | (1944, 1948, 1953, 1987) |
| Olímpico/Pirambu | Pirambu    | 3      | (1946, 1947, 2006) |
| Palestra         | Aracaju    | 3      | (1934, 1935, 1949) |
| River Plate      | Carmópolis | 2      | (2010, 2011) |
| América          | Propriá    | 2      | (1966, 2007) |
| Ipiranga         | Maruim     | 2      | (1939, 1945) |
| Industrial       | Aracaju    | 1      | (1921) |
| Lagartense       | Lagarto    | 1      | (1998) |
| Passagem         | Aracaju    | 1      | (1950) |
| Riachuelo        | Riachuelo  | 1      | (1941) |
| Frei Paulistano  | Frei Paulo | 1      | (2019) |

## Eeuwige ranglijst
Vetgedrukt de clubs die in 2025 in de hoogste klasse spelen. Enkel seizoenen vanaf 1994 worden weergegeven, omdat van voorgaande seizoenen niet alle ploegen bekend zijn.
| Club                 | Stad                     | /32 | Periode (1994-2025)                          |
| -------------------- | ------------------------ | --- | -------------------------------------------- |
| Sergipe              | Aracaju                  | 32  | 1994-                                        |
| Confiança            | Aracaju                  | 32  | 1994-                                        |
| Itabaiana            | Itabaiana                | 32  | 1994-                                        |
| Olímpico             | Itabaianinha             | 18  | 1996-1997, 2002-2014, 2018-2019, 2024        |
| Guarany              | Porto da Folha           | 17  | 1995-1998, 2003-2012, 2016, 2019, 2025-      |
| Dorense              | Nossa Senhora das Dores  | 14  | 1994, 2000-2001, 2003-2004, 2016-2021, 2023- |
| Lagarto              | Lagarto                  | 14  | 2012-                                        |
| Boca Júnior          | Estância                 | 12  | 2005-2006, 2008, 2013, 2015-2022             |
| Maruinense           | Maruim                   | 12  | 1994-1998, 2000-2001, 2003-2005, 2021-2022   |
| Amadense             | Tobias Barreto           | 12  | 2000-2004, 2006-2007, 2014-2018              |
| América de Propriá   | Propriá                  | 12  | 1994, 2005, 2007-2011, 2013, 2022-           |
| Lagartense           | Lagarto                  | 10  | 1998-2007                                    |
| River Plate          | Carmópolis               | 10  | 1994-1995, 2000-2003, 2010-2013              |
| Estanciano           | Estância                 | 10  | 1998-1999, 2003, 2011, 2013-2017, 2023       |
| Frei Paulistano      | Frei Paulo               | 7   | 2017-2023                                    |
| Olímpico Pirambu     | Pirambu                  | 7   | 1995-1997, 2000, 2006-2008                   |
| Socorrense           | Nossa Senhora do Socorro | 7   | 2011-2016, 2018                              |
| Coritiba             | Itabaiana                | 7   | 1999-2003, 2014-2015                         |
| Vasco                | Aracaju                  | 6   | 1994-1999                                    |
| Riachuelo            | Riachuelo                | 6   | 2002-2006, 2010                              |
| Gararu               | Gararu                   | 5   | 1994-1995, 2000-2002                         |
| São Domingos         | São Domingos             | 5   | 2008-2012                                    |
| Falcon               | Barra dos Coqueiros      | 4   | 2022-                                        |
| Propriá              | Propriá                  | 4   | 1996, 1999-2000, 2003                        |
| Gloriense            | Nossa Senhora da Glória  | 4   | 2021-2024                                    |
| São Cristóvão        | São Cristóvão            | 3   | 2007-2009                                    |
| Cotinguiba           | Aracaju                  | 3   | 1994-1996                                    |
| Sete de Junho        | Tobias Barreto           | 3   | 2009-2010, 2012                              |
| Carmópolis           | Carmópolis               | 2   | 2024-                                        |
| América de Pedrinhas | Pedrinhas                | 2   | 2020-2021                                    |
| Canindé              | Canindé de São Francisco | 2   | 2009, 2014                                   |
| Boquinhense          | Boquim                   | 1   | 2015                                         |
| Botafogo             | Cristinápolis            | 1   | 2017                                         |
| Desportiva Barra     | Barra dos Coqueiros      | 1   | 2025-                                        |

1. ↑  Boca Júnior speelde voor 2016 in Cristinápolis
2. ↑  River Plate heette voor 2006 SE São Cristóvão
3. ↑  Olímpico Pirambu speelde tot 1995 als Olímpico FC in Aracaju. In 1996 speelde de club in Itabi en in 1997 in Carmópolis, daarna keerde de club terug naar Aracaju, in 2005 verhuisde de club definitief naar Pirambu en nam ook de huidige naam aan

1918 · 1919 · 1920 · 1921 · 1922 · 1923 · 1924 · 1925 · 1926 · 1927 · 1928 · 1929 · 1930 · 1931 · 1932 · 1933 · 1934 · 1935 · 1936 · 1937 · 1938 · 1939 · 1940 · 1941 · 1942 · 1943 · 1944 · 1945 · 1946 · 1947 · 1948 · 1949 · 1950 · 1951 · 1952 · 1953 · 1954 · 1955 · 1956 · 1957 · 1958 · 1959 · 1960 · 1961 · 1962 · 1963 · 1964 · 1965 · 1966 · 1967 · 1968 · 1969 · 1970 · 1971 · 1972 · 1973 · 1974 · 1975 · 1976 · 1977 · 1978 · 1979 · 1980 · 1981 · 1982 · 1983 · 1984 · 1985 · 1986 · 1987 · 1988 · 1989 · 1990 · 1991 · 1992 · 1993 · 1994 · 1995 · 1996 · 1997 · 1998 · 1999 · 2000 · 2001 · 2002 · 2003 · 2004 · 2005 · 2006 · 2007 · 2008 · 2009 · 2010 · 2011 · 2012 · 2013 · 2014 · 2015 · 2016 · 2017 · 2018 · 2019 · 2020 · 2021 · 2022 · 2023 · 2024 · 2025